# آزاتیوپرین
آزاتیوپرین  (به انگلیسی: Azathioprine)
رده درمانی: سرکوبگر سیستم ایمنی
اشکال دارویی: آمپول، قرص

## موارد مصرف
درمان آرتریت روماتوئید شدید، پیشگیری از رد پیوند مانند پیوند کلیه،
کولیت روده و کرون روده

## مکانیسم اثر
مختل نمودن سنتز دی ان آ

## موارد منع مصرف و احتیاط
حساسیت شدید ؛ در حاملگی ، بیماری های کبدی ، کلیوی و مشکلات خونی با احتیاط مصرف شود.

## عوارض جانبی
تهوع و استفراغ، مشکلات گلبول های خون، آسیب کبدی، احتمال بروز خطر سرطان، یرقان (زردی) و خطر عفونت. 
هشدار:
حساسیت شدید و حاملگی، ولی در بیماری های کبدی و کلیوی و مشکلات خونی با احتیاط مصرف شود.

## اطلاعات دیگر
در صورت بروز ادرار تیره، زردی پوست و چشم و خارش یا مدفوع روشن به پزشک اطلاع دهید. بیمار باید در طول درمان صبور باشد به ویژه در رماتیسم مفصلی که جواب به درمان 3 تا 4 ماه طول می کشد. هرگونه تب، اسهال یا خستگی شدید را به پزشک اطلاع دهید.